# Empires (Hillsong United)
Empires è il quarto album in studio del gruppo rock cristiano australiano Hillsong United, pubblicato il 26 maggio 2015.

## Tracce
1. Here Now (Madness)
2. Say the Word
3. Heart Like Heaven
4. Touch the Sky
5. Street Called Mercy
6. When I Lost My Heart to You (Hallelujah)
7. Even When It Hurts (Praise Song)
8. Prince of Peace
9. Empires
10. Rule
11. Captain
12. Closer Than You Know